# Golubovac (Paraćin)
Pour les articles homonymes, voir Golubovac.
Golubovac (en serbe cyrillique : Голубовац) est un village de Serbie situé dans la municipalité de Paraćin, district de Pomoravlje. Au recensement de 2011, il comptait 210 habitants.

## Démographie
| 1948 | 1953 | 1961 | 1971 | 1981 | 1991 | 2002 | 2011 |
| ---- | ---- | ---- | ---- | ---- | ---- | ---- | ---- |
| 388  | 396  | 404  | 389  | 349  | 333  | 267  | 210  |

|  |